# Peter Florianschütz
Peter Florianschütz (* 23. Mai 1960 in Wien) ist ein österreichischer Politiker (SPÖ). Von September 2007 bis Juni 2025 war er Abgeordneter zum Wiener Landtag und Mitglied des Wiener Gemeinderats, seit 2016 ist er Präsident der Österreichisch-Israelischen Gesellschaft.

## Schulische und berufliche Laufbahn
Peter Florianschütz besuchte zwischen 1966 und 1974 die Volksschule und die Hauptschule in Wien. 1974 wechselte er ans Musisch-pädagogische Oberstufenrealgymnasium, das er 1978 mit der Matura abschloss. Danach begann er ein Studium der Chemie an der Universität Wien, 1982 startete er ein Studium der Politikwissenschaft an derselben Universität. 2019 schloss er ein Studium als Master of Arts (M.A.) und ein Studium als Master of Legal Studies (MLS) an der Donau-Universität Krems erfolgreich ab.
1987 bis 1988 leistete Florianschütz seinen Zivildienst ab.
Peter Florianschütz arbeitete 1982 als Bundessekretär der Gewerkschaftsgruppe Schülerzeitungen in der Gewerkschaft für Kunst, Medien und freie Berufe (kmfb). 1983 bis 1985 war er Bundesjugendsekretär dieser Gewerkschaft. Zwischen 1985 und 1997 arbeitete Florianschütz als Bundesjugendreferent für Schüler- und Studentenfragen in der Gewerkschaft der Privatangestellten (GPA) und wechselte 1997 in das Sekretariat der GPA-Landesleitung Wien. Ab dem Jahr 2000 war Florianschütz Sekretär der Fachausschüsse in der GPA Wien und Leiter des kaufmännischen Berufswettbewerbes. Er ist derzeit Angestellter des ÖGB.

## Politische Laufbahn
Peter Florianschütz kam durch seine Tätigkeit in der Gewerkschaft in die Politik. 1980 bis 1984 war er zunächst Mitglied im Präsidium der Sektion Journalisten in der Gewerkschaft Kunst, Medien und freie Berufe (kmfb), zwischen 1980 und 1982 zudem im Beirat der Gewerkschaftlichen Arbeitsgemeinschaft für Publizistik und Medienforschung und der Gesellschaft für Publizistik. Zwischen 1983 und 1987 war er Mitglied in der Zivildienstkommission und 1987 bis 1992 Mitglied des Schulkomitees des Österreichischen Bundesjugendrings. Von 1992 bis 1994 war Peter Florianschütz Sozialreferent im Zentralausschuss der Österreichischen Hochschülerschaft.
1978 kam Florianschütz zur SPÖ und wurde 1986 Vorsitzender der Jungen Generation in der SPÖ Favoriten (bis 1998), 1994 bis 1999 war er Vorsitzender der Jungen Generation in der SPÖ Wien. 2000 bis 2007 war Florianschütz Bezirksrat in Favoriten und arbeitete nach eigenen Angaben in den Schwerpunktbereichen Kinder- und Jugendfragen, Kultur sowie Integrationspolitik. Zwischen 26. Jänner und 21. November 2007 war er kurzfristig Mitglied des Bundesrates, am 25. Oktober 2007 folgte er Christian Hursky als Abgeordneter zum Wiener Landtag und Mitglied im Gemeinderat nach.
Er ist Vorsitzender des Gemeinderatsausschusses für Europäische und Internationale Angelegenheit und Vertreter im Ausschuss der Regionen in der EU sowie Vertreter im Kongress der Regionen und Gemeinden des Europarates.
Peter Florianschütz ist Mitglied in den Ausschüssen für Soziales, Gesundheit und Sport sowie für Bildung, Jugend, Integration und Transparenz und Menschenrechtssprecher der SPÖ.
Florianschütz ist seit 1996 Vorstandsmitglied der SPÖ Favoriten und seit 1997 Sektionsvorsitzender und seit 2007 Stellvertretender Vorsitzender der SPÖ Favoriten.
Peter Florianschütz ist Erster Präsident der Österreichisch-Israelischen Gesellschaft.

## Privates
Peter Florianschütz ist verheiratet und hat einen Sohn und eine Tochter.